# Pycnosomia asterophila
Pycnosomia asterophila är en havsspindelart som beskrevs av Stock, J.H. 1981. Pycnosomia asterophila ingår i släktet Pycnosomia och familjen Phoxichilidiidae. Inga underarter finns listade i Catalogue of Life.